# Whit Bissell
Whitner Nutting Bissell, cujo nome artístico é Whit Bissell (Nova Iorque, 25 de outubro de 1909 — Los Angeles, 5 de março de 1996), foi um ator estadunidense.
Enquanto era piloto das Forças Aéreas do Exército dos Estados Unidos, cursava teatro num grupo teatral ligado a Universidade da Carolina do Norte em Chapel Hill, o "PlayMakers Repertory Company". Ao abandonar o exército, iniciou carreira na Broadway com a peça "The Star-Wagon" montada em 1937 pelo produtor Guthrie McClintic.
Suas ótimas atuações no palco fizeram que fosse convidado para participar do seu primeiro filme: "Brute Force", de 1947, dirigido por Jules Dassin.
Mesmo atuando em filmes e no teatro, Whit Bissell ganhou notoriedade mundial em séries de televisão, como: As Aventuras do Zorro, o Cavaleiro Solitário, Zorro, Aventura Submarina, Os Intocáveis, Rota 66, Maverick, Bonanza, Paladino do Oeste, Daniel Boone, Viagem ao Fundo do Mar, Laredo, O Agente da UNCLE, Guerra, Sombra e Água Fresca, Jeannie é um Gênio, O Túnel do Tempo, Terra de Gigantes, Kojak, A Mulher Biônica, entre outras. Seu último trabalho foi na série Falcon Crest.
Antes de falecer, exerceu atividades executivas no Screen Actors Guild e na Academia de Artes e Ciências Cinematográficas.